# Wladimir Wladimirowitsch Antonik
Wladimir Wladimirowitsch Antonik (russisch Владимир Владимирович Антоник; * 13. Februar 1953) ist ein sowjetisch-russischer Filmschauspieler und Synchronsprecher.

## Leben
Wladimir Antonik wurde am Gerassimow-Institut für Kinematographie zum Schauspieler ausgebildet und wurde dann für das M. Gorki-Filmstudio tätig. Sein Filmdebüt gab er in Herbert Rappaports Lenin-Biographie Schwarzer Zwieback mit Juri Kajurow, Rüdiger Joswig und Rolf Herricht. Es folgten Der letzte Sommer der Kindheit (1976) und Menja schdut na semle (1976). Ein Erfolg wurde 1981 Sergei Jutkewitschs Lenin in Paris, in dem Wladimir Antonik sich als Bolschewik Trofimow in Inessa Armand, gespielt von Claude Jade, verliebt. Weitere Filme, die in Deutschland zu sehen waren: Liebe auf den zweiten Blick (1981), Die ursprüngliche Rus (1986), und Das Zauberbildnis (1997).
Als Synchronsprecher sprach er mehrmals Sylvester Stallone, Arnold Schwarzenegger, Liam Neeson, Pierce Brosnan, Hugo Weaving und Harrison Ford. Seine Stimme hört man auch in Zeichentrickserien oder Computerspielen.

## Filmografie (Auswahl)
- 1972: Schwarzer Zwieback
- 1974: Weil ich liebe
- 1976: Der letzte Sommer der Kindheit
- 1976: Menja schdut na semle
- 1981: Lenin in Paris
- 1981: Liebe auf den zweiten Blick
- 1984: ostyor v beloy nochi
- 1986: Die ursprüngliche Rus
- 1991: Zar Iwan der Schreckliche
- 1992: Vverkh tormashkami
- 1993: Monstry
- 1993: Otryad "D"
- 1997: Das Zauberbildnis